# 送肉粽
送肉粽（臺羅：sàng bah-tsàng，白話字：sàng bah-chàng），又名「送吊煞」，為臺灣彰化沿海地區民間送煞習俗，所謂「肉粽」暗喻上吊死者類似肉粽般用繩綁住吊著。因此類死者被認為怨氣最重，所以以藉由法將繩索、其固定的物品送至海邊或是在河流的出海口焚燒，以達驅邪送煞之效。

## 名稱與緣起
送肉粽儀式在中臺灣彰化沿海地區較常有，傳自福建泉州一帶的移民，風俗信仰早已存在，範圍廣及彰化縣臨近鄉鎮：福興、和美、伸港、線西，甚至於原無此俗的內陸鄉鎮，比如彰化市、員林市一帶，因新聞媒體及電影傳播，引起網路輿論，令全臺各地遂隨之起舞新竹縣竹北與桃園市中壢一帶亦辦起「送肉粽」法會，以求心安。內陸的南投「送肉粽」，則不送至海邊，而是送至溪邊或公墓。
以鹿港的作法為例，當地的廟宇會聯合舉辦法會，從屍體處的鄰近之廟宇開始，規劃一條路線，最後從福鹿溪或其他路線，將吊死鬼的冤魂送出海（現多以彰濱工業區鹿港區送出海）。目前此儀式以鹿港為主，各地作法不同，亦有許多地方有類似的儀式，且異於鹿港。彰化有些鄉鎮舉辦法會時會遷就現況，將肉粽只送到最近的河流或大排水溝給燒化掉。
也有人稱所謂「送肉粽」，「肉粽」指的是「煞氣」，並不是死者靈魂，是死者生前的怨恨，與死亡過程中那段痛苦的意識，因為這些不堪的記憶，會在亡者離世的一瞬間，交織在一起，累積為「煞氣」。要把這種「煞氣」送走，才不會影響社區的安寧；然而近年來送送肉粽儀式泛濫，淪為殯葬業者的新一項服務，造成社會惶恐不安。

## 事前準備
在彰化一帶，活動開始之前，廟宇會通知當地居民路線及時間，儀式通常在送煞當晚21至23時舉行，辦的廟宇會在舉行前通知里民。活動當晚20時左右，壇方人員會聚集在目的地的宅前，並在各路口前會設置「祭送，迴避」或者「前有法事，敬請改道」之類字樣的路障，以利法事順利進行，在各路口處亦擺桌祭拜。此夜，各家各戶緊閉門窗，足不出戶，並在門窗上張貼符令，以免吊煞受逐而遁入。送肉粽是極其重大的要事，必須公告鄰里，使家家戶戶各自緊閉門窗、貼上符令以戒備，如不通知，將有可能遭到民眾阻撓儀式。

## 儀式過程
通常法事一開始會先「跳鍾馗」作為開場，壇方會在目的宅旁屋內陳列四輦一座、三太子、五營神等神像，以及鹽、米各些許，柳枝、雞、鴨各一，並搭起「天臺桌」。角頭內須事先釘「青竹符」於各路口鎮守，竹材須以刺竹，上以黑、白線各七條，縛上金紙一束。在儀式中要送走亡者上吊所用到的繩子、橡木及樓梯等任何碰觸過的代表性物品。所有儀式中使用法器及送走物品，要以筆頭沾雞、鴨血點過。送出宅後，須一路不停放鞭炮表示驅邪止煞，最後送出海，今多送至通往大海水溝。
各地各派別送肉粽的作法不一定相同，鹿港之外的其它地方作法大多都是請比較資深的道長、釋教師父或「黑頭」（閭山教法主公派）法師來處理送煞神的事宜，「送肉粽」則只是驅邪送煞的相關活動之一，一般的儀式共包括有回駕、暗訪、送煞、收散魂等，而這些儀式的主角神明大都是王爺。王爺則藉由乩童、桌頭來指示，並由壇方人員及法師依指示進行所有法事。諸如常見的安五營（閭山五法主）和收散魂，以及不定期驅逐邪靈的「暗訪」，其目的也在於送煞。